# 梁思懿
梁思懿（1914年—1988年），女，原籍广东新会，生于北京，中国社会活动家，曾任山东省妇女联合会副主席，第六届全国政协委员。

## 家庭
父亲梁启超，生母是通房丫鬟王来喜（后改名王桂荃）。